# スイムキャップ

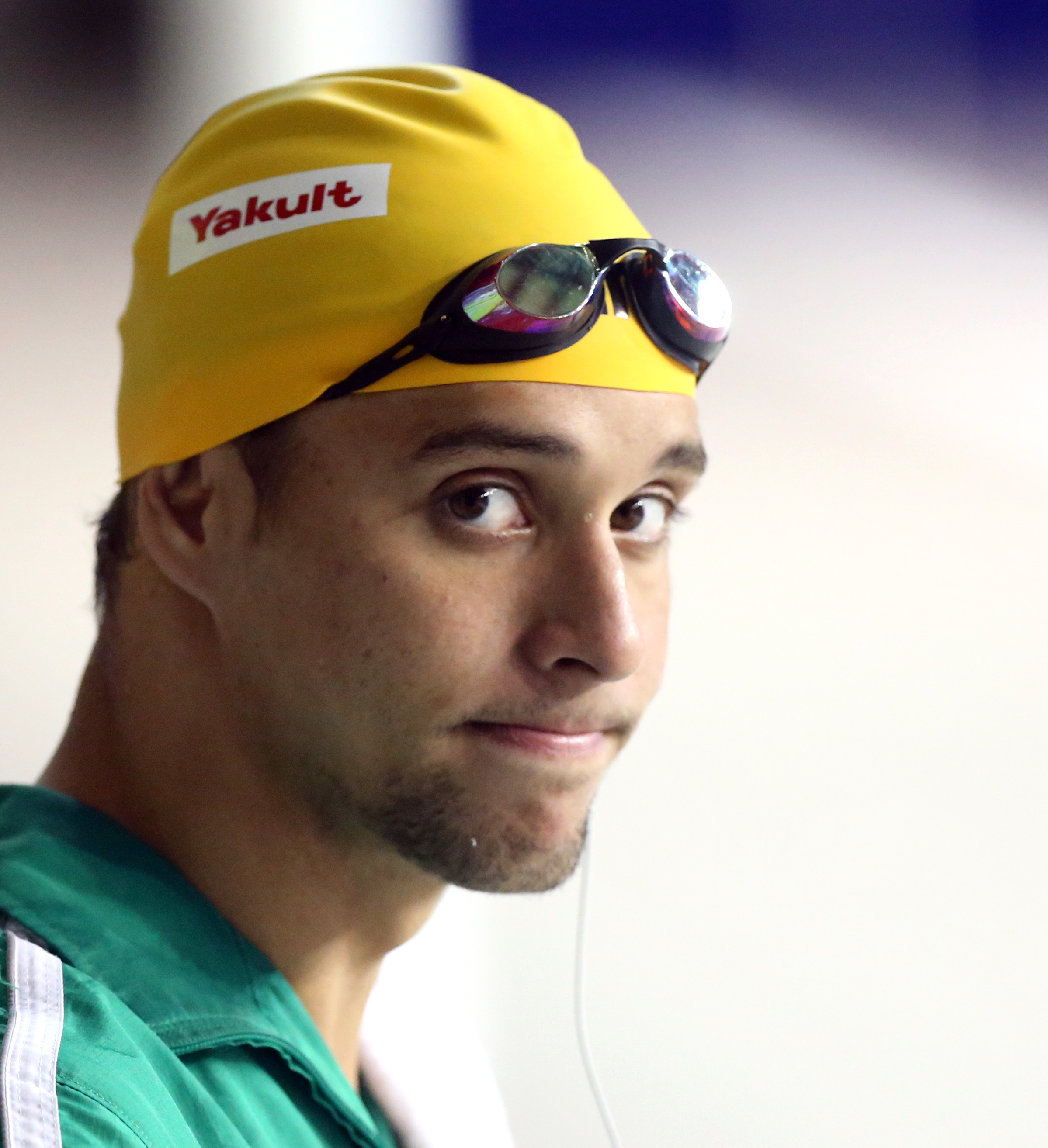
黄色いスイムキャップ

スイムキャップ（英: Swim cap）は、水泳の際に用いる帽子。スイミングキャップ、水泳キャップ、水泳帽とも呼ばれる。
素材の種類は、トリコット（水着と同じ素材）、メッシュ、シリコン、シリコンコーティング、ラテックスなどがある。

## 概要
水泳時に水泳帽を必ず着用するよう義務付けている施設があるが、頭髪の抜け毛によるプールの循環装置（濾過装置）への悪影響予防策を、理由として挙げている場合がある（特に年間を通した営業で利用者数が多い屋内プール）。
学校の授業などでは目立つ色にしたり、目印を付けたりすることで指導者の見落としを防ぐなど、児童・生徒の安全確保の観点から水泳帽を着用させている面もある。泳力や学年によって色分けする方法も、あえて全生徒で同じ色に統一する方法もある。日本で初めて学校用の水泳帽子を作ったのはフットマーク株式会社（1969年の小学生用の水泳帽）だという。
ライフセーバーが着用する例もある。オーストラリアのライフセーバー団体「サーフ・ライフセービング・オーストラリア」（Surf Life Saving Australia）は、海水浴客かライフセーバーかを瞬時に見分けられるよう、赤と黄色のツートン水泳帽を1930年代に採用し、1980年代に着用を義務化した（以来、“黄地に赤”はライフセーバーのシンボルカラーとなった）。これはパトロールキャップとも呼ばれ、アゴひもが付いている場合もある。

## 競技

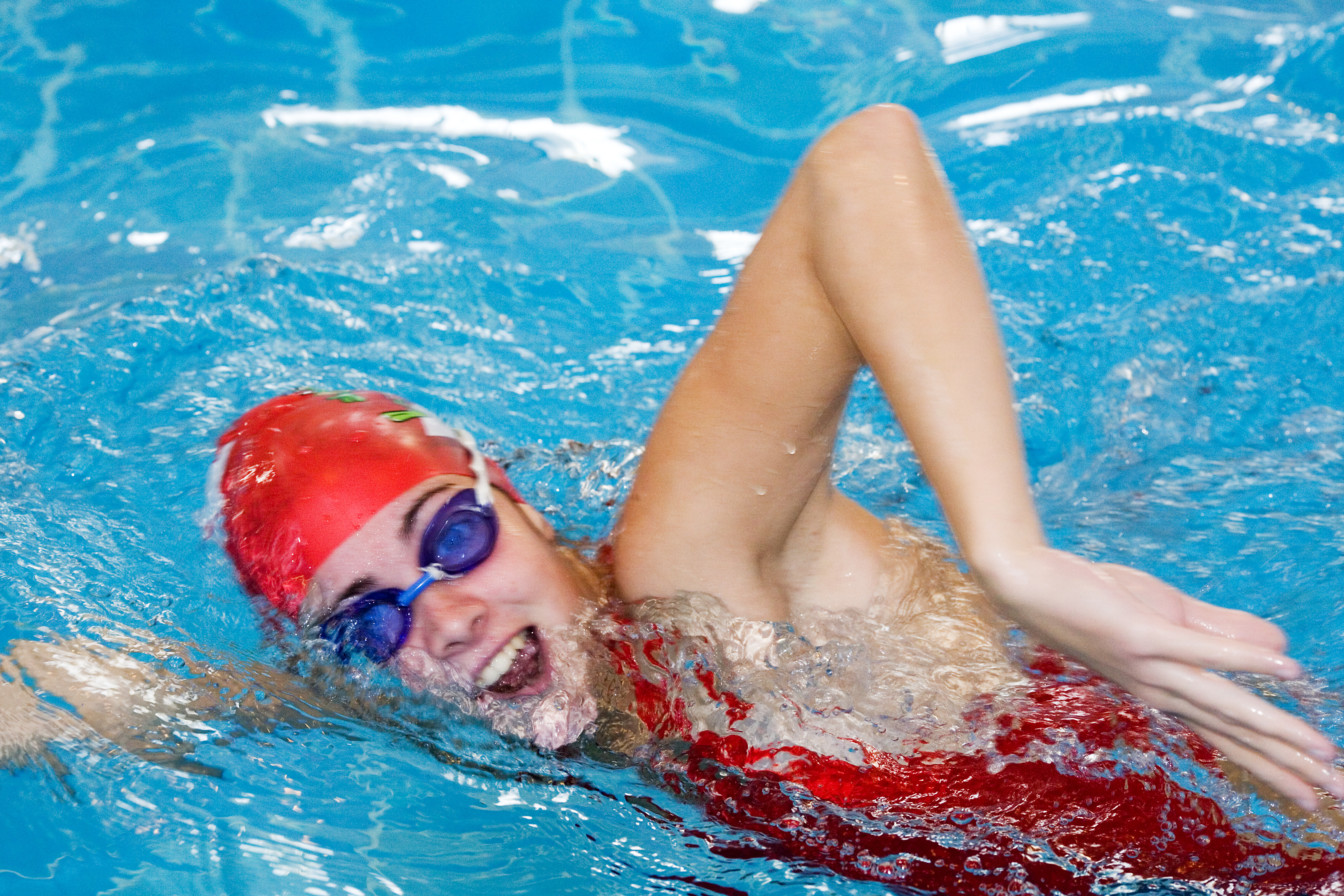
赤いスイムキャップ

水球キャップは耳を保護するイヤーガードが付いており、混同を避けるため両チームのキャップ色を変えている。
かつてトライアスロンの水泳で救助を求める合図は「水泳帽を取って頭上で振る」ように決められていた時期があった。しかし、ゴーグルが一緒に外れ、むしろ危険となる場合が想定されたため、現在では「（競技を停止し）片手を頭上で振り、声を出して救助を求める」となっている。
競泳では、日本水泳連盟の競技規則（2010-4-1）によると「ゴーグルおよびスイミングキャップは着用してもよい」（SW10.7）と、着用は任意になっている。マスターズ水泳においては「水着、キャップ、ゴーグルは見苦しくないものでなければならない。また、人に不快感を与えるようなものをつけてはならない」（第14条 水着等）と、同じく任意ながら見た目の規定がある。構造的に水の抵抗を抑えてスピードの向上を目指す水泳帽も、開発されてきている。